# Frank Fiddes
Frank James Fiddes (16. juli 1906 i Toronto - 26. marts 1981 smst) var en canadisk roer som deltog i de olympiske lege 1928 i Amsterdam.
Hedges vandt en bronzemedalje i roning under Sommer-OL 1928 i Amsterdam. Han var med på den canadiske båd som kom på en tredjeplads i otter med styrmand efter USA og Storbritannien.
De andre på den canadiske otter var Frederick Hedges, John Hand, Herbert Richardson, Jack Murdoch, Athol Meech, Edgar Norris, William Ross og John Donnelly.